# مرد بد (فیلم ۱۹۳۰)
مرد بد (انگلیسی: The Bad Man) یک فیلم است که در سال ۱۹۳۰ منتشر شد. از بازیگران آن می‌توان به والتر هیوستون اشاره کرد.